# كلية اللغة العربية والدراسات الإسلامية
كلية اللغة العربية والدراسات الإسلامية، تكونت مع بداية تأسيس الجامعة الأسمرية للعلوم الإسلامية عام 1996م، مثل بقية أقسام الجامعة، برئاسة الدكتور محمد مصطفى صوفية.
حيث كان عدد طلاب أول دفعة 27 طالبا، وفي سنة 1372، صدر قرار الأمين المساعد لشئون الخدمات رقم 260، بشأن تغيير الأقسام العلمية، إلى كليات، ومن بينها "كلية اللغة العربية والدراسات الإسلامية"، والتي أصبحت تضم خمسة أقسام: "قسم اللغة العربية، قسم الدراسات العربية والإسلامية، قسم الدراسات العربية، قسم الدراسات الإسلامية، قسم الحضارة والتاريخ.
وتعتمد الكلية، نظام الفصل بين (الطلبة، والطالبات) في القاعات الدراسية.

## الأقسام
- قسم الدراسات العربية والإسلامية: افتتح القسم في العام الجامعي2002-2003م.

- قسم الدراسات الإسلامية: افتتح القسم في العام الجامعي 2007-2008م.

- قسم الدراسات العربية: افتتح القسم في العام الجامعي:2006-2007م.

- قسم الحضارة والتاريخ: افتتح القسم في العام الجامعي:2007-2008م.

- قسم اللغة العربية: افتتح القسم بالتزامن مع افتتاح الجامعة في العام الجامعي 1996-1997م.

## المكتبات
تحتوي كلية اللغة العربية والدراسات الإسلامية ضمن مرافقها صالتين مخصصتين للاطلاع بهما حوالي (12011) عنوانا، سعتهما (112) طالبا، على الرغم من أن عدد المتوافدين يفوق ضعف هذا العدد.

## المعامل

### معمل اللغات
وهو معمل مزود بتقنية عالية في تعليم اللغات، به (26 جهاز حاسوب متكامل) مجهز بمستلزماته، إضافة إلى منظومة التشغيل الخاصة.

### معمل الحاسوب
وهو مجهز بـ(21) جهاز حاسوب متكامل، مزود ببرامج علمية، وموصول بشبكة المعلومات الدولية.

## الكادر الوظيفي
يعمل بالكلية عدد 28 موظفا، بين إداريين ومنتجين.
بينما يحاضر بها عدد 20 أستاذا ليبيا قارا، و27 أستاذا ليبيا متعاونا. إضافة إلى 10 من الأشقاء العرب،

## القاعات الدراسية
يوجد بالكلية عدد 19 قاعة دراسية أربعة منها مخصصة للطلاب، و 15 قاعة مخصصة للطالبات في الأقسام المختلفة، إضافة إلى مسرح الكلية الذي تقام فيه معظم الأنشطة حيث يسع عدد 144 طالبا، ويمكن أن يصل العدد إلى 170 في المناسبات.

## نشاطات الكلية
يمارس طلاب اللغة العربية والدراسات الإسلامية عدة مناشط بالتزامن مع العملية التعليمية، منها ما هو مشمول بالإطار الإداري الرسمي، ومنها ما يتمتع بالإدارة الطلابية الذاتية.

### اللجنة الثقافية بالكلية
تشرف على الموسم الثقافي المفتوح بالكلية، ومن مناشطها استضافة الأساتذة والبحّاث، إضافة إلى تنظيم مسابقات علمية وثقافية في مجالات حفظ القرآن الكريم، والحديث النبوي، والمنظومات العلمية، والمقالة والخاطرة و القصة القصيرة، والشعر، فضلا عن البحوث العلمية والأدبية.

### الرابطة الطلابية بالكلية
تقوم الرابطة الطلابية بكلية اللغة العربية والدراسات الإسلامية بالمشاركة في النشاطات والفعاليات الثقافية خصوصا في العامين الجامعيين( 2007- 2008م، 2008- 2009م) منها ما يتعلق بالمعارض التراثية ومعارض المجلات الحائطية والنشاطات المختلفة.

### النادي الأدبي بالكلية
تشكل النادي الأدبي بالكلية في العام الجامعي الماضي 2008- 2009م، بالمجهود الذاتي لعدد من الطلاب والطالبات، ويهدف إلى تنظيم عدد من المناشط الثقافية المتعلقة بالجانب الأدبي، كالمسابقات والندوات والإصدارات، وقد أصدر العدد الأول والثاني من ، وهي مجلة داخلية يحررها وينتجها الطلاب بداية من المشاركات، وحتى التقييم والمراجعة اللغوية.
إضافة إلى دوره الفاعل في المناشط المختلفة الأخرى مثل المجلات الحائطية والمسابقات.

## الرؤية والرسالة والأهداف
أسست كلية اللغة العربية والدراسات الإسلامية لرؤية تقوم على ربط أبناء المجتمع بهويتهم اللغوية والدينية والتاريخية، وخدمة الإسلام، ولغة القرآن الكريم بوسائل ومناهج علمية معاصرة.

### تتمثل رسالتها في النقاط التالية
- إثراء اللغة العربية والعمل على نشرها وزيادة الوعي بها باعتبارها لغة القرآن الكريم والقاسم المشترك بين العرب جميعا.
- نشر الثقافة الإسلامية الصحيحة، وتقديم الإسلام في صورته الحقيقية الخالية من مظاهر الانحراف والتطرف.
- الاستفادة من أهم المحطات التاريخية وأخذ العبر من ظهور أو اختفاء حضارتها.

### الأهداف
- دراسة علوم اللغة العربية وآدابها، وتدريب الطلاب على كيفية فهم نصوصها وإدراك بلاغتها، والتعبير بها عن أفكارهم ومشاعرهم ب صحيحة.
- دراسة ثوابت الدين الإسلامي، وتأصيل الاستنباط الفقهي والبعد المقاصدي من الكتاب والسنة وبيان الواجبات والحقوق الشرعية للإنسان المسلم.
- الوقوف على وقائع ومجريات الأحداث التاريخية والحضارية العربية والإسلامية بشكل خاص والإنسانية بشكل عام، وتقديمها ب صحيحة.
- تلبية حاجة المجتمع من الأساتذة المتخصصين والمؤهلين للقيام بعملية تدريس مقررات اللغة العربية والدراسات الإسلامية والتاريخ والحضارة بمختلف مراحل التعليم.
- الكشف عن مواهب الطلاب ومهاراتهم، والعمل على صقلها وتنميتها من خلال إقامة المهرجانات والمسابقات العلمية والأدبية والثقافية.
- العناية بتحقيق التراث اللغوي والأدبي والفقهي والتاريخي ودراسته دراسة نقدية قادرة على طرح الشوائب التي علقت به.
- تأهيل باحثين متخصصين في مجال اللغة العربية والدراسات الإسلامية.

## روابط
موقع الجامعة الأسمرية على الانترنت
الجامعة على موقع التواصل الإجتماعي : فيس بوك كلية اللغة العربية والدراسات الإسلامية  على فيسبوك.
قسم البحوث والاستشارات بكلية اللغة العربية والدراسات الإسلامية  على فيسبوك.